# 小林茂 (自衛官)
小林 茂（こばやし しげる、1960年〈昭和35年〉11月- ）は、日本の陸上自衛官。宮城県出身。1等陸佐までの職種は特科（野戦特科）。陸上自衛隊第15旅団長時代の2014年2月には沖縄地方の防衛について「先島に実力部隊を置く必要がある」との見解を示した。その後第3師団長、中央即応集団司令官（末代）等の要職を経て、初代陸上総隊司令官に就任。

## 略歴
- 1983年（昭和58年）3月：防衛大学校卒業（第27期・同期に統合幕僚長山崎幸二・ 参議院議員の佐藤正久等）
- 2002年（平成14年）1月：1等陸佐に昇任（防大27期一選抜）
- 2002年（平成14年）8月：研究本部研究員
- 2003年（平成15年）7月：陸上幕僚監部防衛部運用課運用第１班長
- 2005年（平成17年）7月：第9特科連隊長兼岩手駐屯地司令[3]
- 2007年（平成19年）3月：陸上幕僚監部人事部人事計画課長[3][4]
- 2008年（平成20年）8月1日：陸将補に昇任（防大27期一選抜）
- 2009年（平成21年）3月14日：富士学校特科部長
- 2010年（平成22年）7月26日：陸上幕僚監部運用支援・情報部長[3]
- 2012年（平成24年）7月26日：第3代第15旅団長[3][5]
- 2014年（平成26年）8月5日：陸将に昇任（防大27期一選抜）、第36代第3師団長[6]
- 2015年（平成27年）8月4日：防衛大学校幹事[3][7]
- 2016年（平成28年）7月1日：第8代中央即応集団司令官[3][8][9]
- 2017年（平成29年）7月：米豪軍の合同演習「タリスマン・セーバー（英語版）17」に自衛隊が参加するに当たって担任官を担当[10]
- 2018年（平成30年）

3月27日：初代陸上総隊司令官に就任
8月1日：退官
10月11日：東京都危機管理監
- 2021年（令和3年）：東京都総務局理事（新型コロナウイルス感染症危機管理担当）[11]
- 2022年（令和4年）

1月：東京都参与（新型コロナウイルス感染症に係る危機管理対応等に関すること）
4月：日本生命保険上席特別営業顧問